# Skærpet strafzone
En skærpet strafzone er et geografisk afgrænset område, hvor der i en periode er en forhøjelse af straffen for visse forbrydelser.
I Danmark blev skærpet strafzone diskuteret i 2018.
I udgivelsen Ét Danmark uden parallelsamfund fra marts 2018 foreslog Regeringen Lars Løkke Rasmussen III det som et tiltag for bekæmpelse af kriminalitet og parallelsamfund.
Skærpet strafzone blev efterfølgende introduceret i den danske straffelovs paragraf 81 c.
Denne paragraf henviser til Politilovens (Bekendtgørelse af lov om politiets virksomhed) paragraf 6, hvor det hedder sig:
| „ | Udpegning af en skærpet straf-zone efter stk. 1 kan ske, hvis et ekstraordinært kriminalitetsbillede i det pågældende område i væsentlig grad er egnet til at skabe utryghed for personer, der bor eller færdes i området, og udpegning af en skærpet straf-zone vurderes at være et egnet redskab til at genskabe trygheden i området. | “ |

Straffeloven kan op til fordoble straffen for visse forbrydelser begået i en skærpet strafzone.
Skærpet strafzone er ikke det samme som visitationszone, omend der i konkrete tilfælde kan være delvist overlap i både tid og sted.
Fyns Politi indførte som den første politikreds i Danmark en skærpet strafzone i februar 2019, hvor dele af Vollsmose kom under skærpet strafzone efter to skudepisoder i området. Strafzonen var gældende fra fredag den 1. februar til onsdag den 6.
Den 25. juni 2020 blev der igen oprettet en skærpet strafzone i Vollsmose. Det var efter en skudepisode hvor to blev ramt og en mand døde.
Efter en skudepisode i november 2020 var der atter skærpet strafzone i Vollsmose.
Efter uroligheder ved en fodboldkamp på Brøndby Stadion i juli 2022 indførte Københavns Vestegns Politi en skærpet strafzone omkring stadionet i tiden omkring en fodboldkamp mellem Brøndby IF og FC Basel i august 2022.
Det var første gang det skete i forbindelse med en fodboldkamp.

Københavns Politi har "for at forebygge uroligheder" indført skærpet strafzone i Parken, og det omkringliggende kvarter, ved fodboldkampen mellem FC København og Borussia Dortmund 2. November 2022. Dermed kan straffen stige til det dobbelte for 'visse typer kriminalitet' begået i zonen. I pressemeddelsen annonceres det "at visse former for kriminalitet - fx vold, hærværk og grov forstyrrelse af den offentlige orden - begået i zonen, kan straffes med op til dobbelt straf."